# Александровка (Безенчукский район)
Алекса́ндровка (чув. Туйпахтуй) — село в Безенчукском районе Самарской области России. Входит в состав сельского поселения Екатериновка.

## География
Село находится в юго-западной части Самарской области, в лесостепной зоне, в пределах надпойменных террас левобережья Волги, на южном берегу озера Липового, на расстоянии примерно 26 километров (по прямой) к северо-западу от посёлка городского типа Безенчук, административного центра района. Абсолютная высота — 31 метр над уровнем моря.
Климат
Климат характеризуется как умеренно континентальный засушливый, с жарким сухим летом и холодной малоснежной зимой. Среднегодовое количество осадков составляет 363 мм. Средняя температура января составляет −13,4 °С, июля — +21,4 °С.
Часовой пояс
Село Александровка, как и вся Самарская область, находится в часовой зоне МСК+1. Смещение применяемого времени относительно UTC составляет +4:00.

## Название
Село названо по имени графа Александра Владимировича Орлова (1769—1787), сына Владимира Григорьевича Орлова.

## История
Основано в 1771 году на землях, принадлежавших братьям Орловым. Иван Григорьевич Орлов, по поручению братьев, управляющий их неразделённым Самарским имением, сразу стал переселять своих крепостных на луговую сторону Волги. Вновь создаваемые сёла и деревни были названы в честь братьев Орловых (с. Екатериновка, Александровка, Владимировка, Фёдоровка, Григорьевка, Алексеевка).
В 1770-х годах в деревню Александровку были переселены крестьяне из села Покровское Переволока тож (ныне Переволоки), «ста семидесяти осми душ».
В «Списке населенных мест Российской империи» 1868 года издания (по сведениям 1859 года) населённый пункт упомянут как удельное село Луговая Александровка Самарского уезда (1-го стана) при озере Липовом. В селе насчитывалось 235 дворов и проживало 306 человек (859 мужчин и 981 женщина). Имелась православная церковь.

## Население
| 2010 | 2012 | 2013 | 2014 | 2015 | 2016 |
| ---- | ---- | ---- | ---- | ---- | ---- |
| 258  | ↘257 | ↘243 | ↗261 | ↘248 | ↗251 |

Половой состав
По данным Всероссийской переписи населения 2010 года в гендерной структуре населения мужчины составляли 45 %, женщины — соответственно 55 %.
Национальный состав
Согласно результатам переписи 2002 года, в национальной структуре населения русские составляли 76 % из 347 чел.

## Улицы
Уличная сеть села состоит из семи улиц.